# Viva! Hysteria
| 전문가 평가    | 전문가 평가 |
| 평가 점수      | 평가 점수   |
| 출처           | 점수        |
| -------------- | ----------- |
| MetalTraveller | [ 1 ]       |
| JukeboxMetal   | [ 2 ]       |

《Viva! Historia》는 2013년 10월 22일에 발매된 영국의 하드 록 밴드 데프 레퍼드의 더블 라이브 음반이다. 이 음반은 2013년 3월 29일과 30일에 하드 록 호텔 앤 카지노(라스베이거스)에서 밴드가 같은 이름으로 거주하는 동안 녹음되었다.

## 배경
이 밴드의 3월 30일 공연에서 가져온 첫 번째 디스크에는 데프 레퍼드의 1987년 음반 《Hysteria》의 12개 트랙이 모두 들어 있으며, 이어서 1983년 음반 《Pyromania》의 두 히트곡 〈Rock of Ages〉와 〈Photograph〉가 앙코르 곡으로 수록되었다 두 번째 디스크는 더 깊은 컷을 선택할 수 있는데, 그 중 많은 것들이 밴드가 관저 이전에 수년 또는 심지어 수십 년 동안 연주하지 못했다. 밴드는 쇼의 "오프닝 액트"로서 데드 플랫버드라는 가명으로 두 번째 디스크에 수록된 곡들을 공연했고, 이후 《Hysteria》 음반의 모든 곡들을 데프 레퍼드로 연주했다.
두 번째 디스크의 1~8번 트랙은 3월 29일 데드 플랫버드 오프닝 세트에서 연주된 9곡 중 8곡이다(그날 밤 연주된 다섯 번째 트랙 〈When Love & Hate Collide〉 제외). 두 번째 디스크의 9~15번 트랙은 다음 날 밤인 3월 30일의 오프닝 세트이다. 이것은 1981년 밴드의 음반 《High 'n' Dry》의 모든 측면을 연주하면서 끝난다. 데드 플랫버드는 밴드가 더 후의 〈Won't Get Fooled Again〉의 짧은 발췌곡을 연주하는 것으로 시작한다.

## 곡 목록
모든 곡들은 특별한 언급이 없는 한 스티브 클라크, 필 콜린, 조 엘리엇, 로버트 존 "머트" 랭 그리고 릭 새비지에 의해 작사/작곡하였다.
| #   | 제목                      | 작사·작곡                               | 재생 시간 |
| --- | ------------------------- | --------------------------------------- | --------- |
| 1.  | 〈Women〉                 |                                         | 6:11      |
| 2.  | 〈Rocket〉                |                                         | 6:09      |
| 3.  | 〈Animal〉                |                                         | 4:07      |
| 4.  | 〈Love Bites〉            |                                         | 6:08      |
| 5.  | 〈Pour Some Sugar on Me〉 |                                         | 4:32      |
| 6.  | 〈Armageddon It〉         |                                         | 5:26      |
| 7.  | 〈Gods of War〉           |                                         | 7:14      |
| 8.  | 〈Don't Shoot Shotgun〉   |                                         | 4:33      |
| 9.  | 〈Run Riot〉              |                                         | 4:49      |
| 10. | 〈Hysteria〉              |                                         | 5:59      |
| 11. | 〈Excitable〉             |                                         | 4:37      |
| 12. | 〈Love and Affection〉    |                                         | 6:17      |
| 13. | 〈Rock of Ages〉          | 클라크, 엘리엇, 랭                      | 4:15      |
| 14. | 〈Photograph〉            | 클라크, 엘리엇, 랭, 새비지, 피트 윌리스 | 6:13      |

| #   | 제목                                   | 작사·작곡                                            | 재생 시간 |
| --- | -------------------------------------- | ---------------------------------------------------- | --------- |
| 1.  | 〈Good Morning Freedom〉               | 클라크, 엘리엇, 새비지, 윌리스                       | 3:36      |
| 2.  | 〈Wasted〉                             | 클라크, 엘리엇                                       | 3:44      |
| 3.  | 〈Stagefright〉                        | 엘리엇, 랭, 새비지                                   | 3:41      |
| 4.  | 〈Mirror, Mirror (Look into My Eyes)〉 | 클라크, 엘리엇                                       | 4:56      |
| 5.  | 〈Action〉                             | 브라이언 코놀리, 스티브 프리스트, 앤디 스콧, 믹 터커 | 4:13      |
| 6.  | 〈Rock Brigade〉                       | 클라크, 엘리엇, 새비지                               | 3:41      |
| 7.  | 〈Undefeated〉                         | 엘리엇                                               | 5:25      |
| 8.  | 〈Promises〉                           | 콜린, 랭                                             | 4:11      |
| 9.  | 〈On Through the Night〉               | 클라크, 엘리엇, 새비지                               | 5:11      |
| 10. | 〈Slang〉                              | 콜린, 엘리엇                                         | 2:37      |
| 11. | 〈Let It Go〉                          | 클라크, 엘리엇, 윌리스                               | 6:08      |
| 12. | 〈Another Hit and Run〉                | 엘리엇, 새비지                                       | 5:14      |
| 13. | 〈High 'n' Dry (Saturday Night)〉      | 클라크, 엘리엇, 새비지                               | 3:44      |
| 14. | 〈Bringin' On the Heartbreak〉         | 클라크, 엘리엇, 윌리스                               | 4:43      |
| 15. | 〈Switch 625〉                         | 클라크                                               | 5:08      |